# Савва (село)
Савва — село в Торбеевском районе Мордовии в составе Никольского сельского поселения. Расположено в 15 км от районного центра и 3 км от ж/д станции Вихрово.
Название села — антропоним: по имени владельца, мордовского мурзы Саввы Ивановича Мокшадяева, о чём упомянуто в «Пензинских десятках 1677 года». В 1841 году на средства помещика Бычкова построена деревянная Христорождественская церковь с приделом в память Успения Пресвятой Богородицы.
Земли села никогда не принадлежали одному владельцу, они принадлежали разным помещикам. Одним из таких помещиков была дворянка Глушкова, в честь которой есть одноимённая улица в селе. Земли вдоль железной дороги принадлежали помещику Вихрову, в честь которого названа станция Вихрово. Когда строилась железная дорога, по проекту она должна была пройти по его землям, а он, заплатив немалые деньги, изменил проект и поэтому железная дорога не доходит до села.
В 1918 году неподалёку от Саввы 27 рабочих Москвы образовали коммуну «Авангард», получившую огромную известность далеко за пределами Тамбовской губернии, к коей относились селения современного Торбеевского района. Коммуна быстро завоевала авторитет среди крестьян окрестных сёл, куда стали сливаться бедные отовсюду. Впоследствии «Авангард» был переименован в «Светлый путь», а рядом с коммуной был образован колхоз «Красный боец» из крестьян деревень Саввинские Выселки, Пахаревка. В Савве в разные годы работали четыре начальных школы. В начале 1930-х годов создан колхоз «Знамя победы» (Савва Веле-морд).
В селе была церковь Рождества Христова, где при церкви всегда была церковно-приходская школа. Славилась церковь своим мужским хором. В 1913 году церковно-приходская школа была реорганизована в начальную школу. В 1936 году церковь временно закрыли, ввиду того, что слишком много народу собирается, а в селе распространялась поносная болезнь. Вновь церковь была открыта только в 2000 году. В 1937 году вместо церкви открыли семилетнюю школу, в 1972 году среднюю (было построено новое здание). В 1979 оду школу преобразовали в 8-летнюю, в 2004 году — в начальную школу, где обучались 7 учащихся.